# Ekstraliga baseballowa (2014)
Ekstraliga baseballowa 2014 – 30. edycja ekstraligi baseballowej, organizowana przez Polski Związek Baseballu i Softballu. Triumfatorem rozgrywek została Stal Kutno.

## Runda zasadnicza
| Lp. | Drużyna           | Mecze | Mecze | Mecze | Punkty | Punkty | Punkty |
| Lp. | Drużyna           | M     | W     | P     | +      | –      | +/–    |
| --- | ----------------- | ----- | ----- | ----- | ------ | ------ | ------ |
| 1.  | Stal Kutno        | 20    | 14    | 6     | 124    | 81     | +43    |
| 2.  | Baseball Wrocław  | 20    | 12    | 8     | 97     | 66     | +31    |
| 3.  | Gepardy Żory      | 20    | 11    | 9     | 101    | 73     | +28    |
| 4.  | Dęby Osielsko     | 20    | 10    | 10    | 115    | 96     | +19    |
| 5.  | Centaury Warszawa | 20    | 10    | 10    | 84     | 79     | +5     |
| 6.  | Silesia Rybnik    | 20    | 3     | 17    | 66     | 192    | -126   |

|  | Awans do rundy play-off |

### Wyniki
| Gospodarz/Gość    | KUT  | WRO  | ŻOR  | OSI  | WAR  | RYB  |
| ----------------- | ---- | ---- | ---- | ---- | ---- | ---- |
| Stal Kutno        | —    | 1:8  | 4:3  | 7:4  | 4:2  | 4:5  |
| Stal Kutno        | —    | 2:6  | 4:3  | 8:0  | 8:1  | 5:15 |
| Baseball Wrocław  | 1:9  | —    | 8:3  | 1:3  | 4:8  | 11:0 |
| Baseball Wrocław  | 3:9  | —    | 7:3  | 3:1  | 8:2  | 9:0  |
| Gepardy Żory      | 3:6  | 5:0  | —    | 4:0  | 1:5  | 4:3  |
| Gepardy Żory      | 3:6  | 11:0 | —    | 2:1  | 4:3  | 2:5  |
| Dęby Osielsko     | 5:4  | 2:6  | 0:7  | —    | 4:2  | 11:1 |
| Dęby Osielsko     | 7:9  | 3:2  | 9:20 | —    | 7:6  | 17:2 |
| Centaury Warszawa | 7:4  | 0:1  | 4:2  | 3:4  | —    | 13:1 |
| Centaury Warszawa | 0:4  | 1:0  | 0:9  | 4:1  | —    | 4:2  |
| Silesia Rybnik    | 3:13 | 2:10 | 6:7  | 5:19 | 9:11 | —    |
| Silesia Rybnik    | 2:13 | 1:9  | 2:5  | 0:17 | 2:8  | —    |

Źródła:

## Runda play-off
|  |           |                   |           |                   |   |       |            |       |
|  | Półfinały | Półfinały         | Półfinały |                   |   | Finał | Finał      | Finał |
|  | Półfinały | Półfinały         | Półfinały |                   |   | Finał | Finał      | Finał |
|  |           |                   |           |                   |   |       |            |       |
|  |           |                   |           |                   |   |       |            |       |
|  | 1         | Stal Kutno        | 3         |                   |   |       |            |       |
|  | 1         | Stal Kutno        | 3         |                   |   |       |            |       |
|  | 4         | Dęby Osielsko     | 0         |                   |   |       |            |       |
|  | 4         | Dęby Osielsko     | 0         |                   |   | 1     | Stal Kutno | 3     |
|  |           |                   |           |                   |   | 1     | Stal Kutno | 3     |
|  |           |                   | 2         | Centaury Warszawa | 1 |       |            |       |
|  | 2         | Centaury Warszawa | 2         | Centaury Warszawa | 1 | 3     |            |       |
|  | 2         | Centaury Warszawa |           |                   |   |       |            |       |
|  | 3         | Baseball Wrocław  | 1         |                   |   |       |            |       |
|  | 3         | Baseball Wrocław  | 1         | Mecz o 3. miejsce |   |       |            |       |
|  |           |                   |           |                   |   |       |            |       |
|  |           |                   |           |                   |   |       |            |       |
|  |           |                   |           |                   |   |       |            |       |
|  | 3         | Baseball Wrocław  | 3         |                   |   |       |            |       |
|  | 3         | Baseball Wrocław  | 3         |                   |   |       |            |       |
|  | 4         | Dęby Osielsko     | 1         |                   |   |       |            |       |
|  | 4         | Dęby Osielsko     | 1         |                   |   |       |            |       |

### Półfinały
Stal Kutno vs Dęby Osielsko
| Data       | Gospodarz     | Wynik | Gość          | Przypisy |
| ---------- | ------------- | ----- | ------------- | -------- |
| 06.09.2014 | Stal Kutno    | 8:2   | Dęby Osielsko | [ 11 ]   |
| 07.09.2014 | Stal Kutno    | 3:5   | Dęby Osielsko | [ 11 ]   |
| 13.09.2014 | Dęby Osielsko | 6:5   | Stal Kutno    | [ 12 ]   |
| 14.09.2014 | Dęby Osielsko | 3:22  | Stal Kutno    | [ 12 ]   |
| 27.09.2014 | Stal Kutno    | 13:7  | Dęby Osielsko | [ 13 ]   |

Baseball Wrocław vs Gepardy Żory
| Data       | Gospodarz        | Wynik | Gość             | Przypisy |
| ---------- | ---------------- | ----- | ---------------- | -------- |
| 06.09.2014 | Baseball Wrocław | 0:7   | Gepardy Żory     | [ 11 ]   |
| 07.09.2014 | Baseball Wrocław | 0:6   | Gepardy Żory     | [ 11 ]   |
| 13.09.2014 | Gepardy Żory     | 0:1   | Baseball Wrocław | [ 12 ]   |
| 14.09.2014 | Gepardy Żory     | 7:8   | Baseball Wrocław | [ 12 ]   |
| 27.09.2014 | Baseball Wrocław | 5:1   | Gepardy Żory     | [ 13 ]   |

### Mecz o 3. miejsce
| Data       | Gospodarz     | Wynik | Gość          | Przypis |
| ---------- | ------------- | ----- | ------------- | ------- |
| 04.10.2014 | Gepardy Żory  | 2:7   | Dęby Osielsko | [ 14 ]  |
| 05.10.2014 | Gepardy Żory  | 3:7   | Dęby Osielsko | [ 14 ]  |
| 11.10.2014 | Dęby Osielsko | 6:1   | Gepardy Żory  | [ 15 ]  |

### Finał
| Data       | Gospodarz        | Wynik | Gość             | Przypis |
| ---------- | ---------------- | ----- | ---------------- | ------- |
| 04.10.2014 | Stal Kutno       | 8:5   | Baseball Wrocław | [ 14 ]  |
| 05.10.2014 | Stal Kutno       | 8:7   | Baseball Wrocław | [ 14 ]  |
| 11.10.2014 | Baseball Wrocław | 3:5   | Stal Kutno       | [ 15 ]  |

| Mistrz Polski 2014 Zwycięzcy |
| ---------------------------- |
| Stal Kutno 16. Tytuł         |